# Nicolas Coqueret
Pour les articles homonymes, voir Coqueret.
Nicolas Coqueret est un prêtre d'Amiens (vers 1410-1468), fondateur du Collège de Coqueret.
Il ne faut pas le confondre avec Nicolas d'Amiens, chanoine d'Amiens, mort vers 1204, auteur aux formules concises à une époque où dominait la sophistique, et tenu en bonne estime par le pape Alexandre III.
L'origine de Nicolas de Coqueret est discutée. La tradition le voudrait originaire d'une famille de nobles picards, appauvris par la guerre de cent ans. Mais Henri Favert, suivi en cela par nombre de spécialistes, tendrait plutôt à voir en lui un fils de paysan du village de Coqueret, aujourd'hui disparu. Quoi qu'il en soit, il fut repéré dans sa jeunesse par l'abbé Jean de Trévilles pour ses capacités intellectuelles. Sur la recommandation de l'épiscopat picard, le jeune de Coqueret fait des études théologiques assez brillantes. Il est ordonné prêtre en 1435.
Il quitte la région en 1439, et gagne Paris encore fraîchement repris par le roi de France. Se faisant remarquer pour son activité d'éducateur, et d'auteur de pamphlet anti-anglais, il est autorisé, par privilège royal, à fonder le Collège de Coqueret sur la montagne Sainte-Geneviève, dans l'ancien Hôtel de Bourgogne. Il dirigera ce Collège jusqu'à sa mort, en 1468, visiblement due à la peste.

## Œuvres
Les œuvres de Nicolas Coqueret ont été récemment retrouvée grâce aux recherches d'un certain nombre d'universitaires français et étrangères. La moindre des découvertes n'étant pas le traité De l'école & de la culture de la haute sapience dans les possessions du roi très chrétien, mis à jour dans les manuscrits du Parisianus 2441 par Louis Terraux en 1963.